# Leggi Siccardi

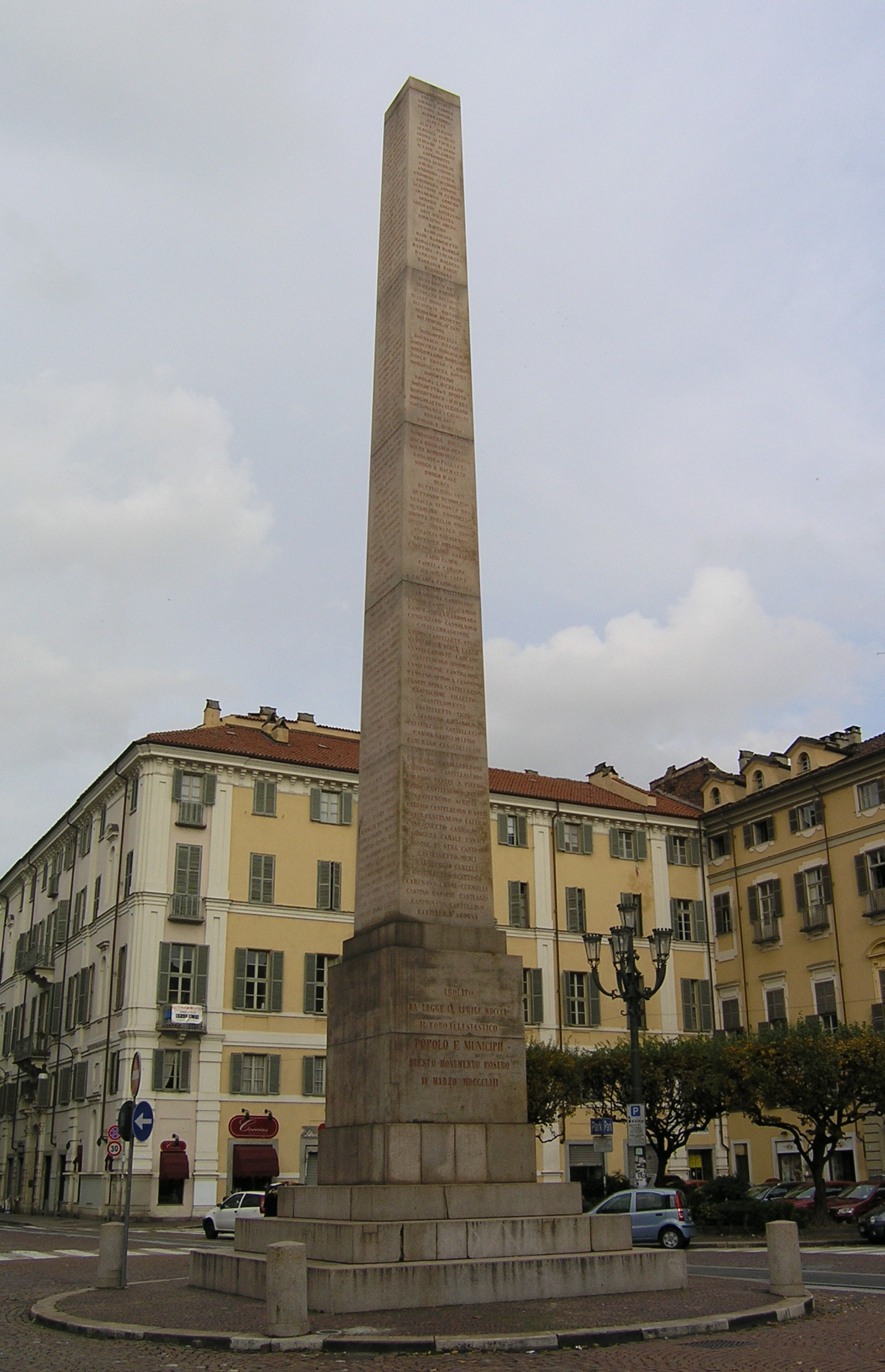
Monumento alle leggi Siccardi, Torino, piazza Savoia

Le leggi Siccardi erano delle leggi di separazione tra Stato e Chiesa del Regno di Sardegna, numero 1013 del 9 aprile 1850 e numero 1037 del 5 giugno 1850: esse abolirono i privilegi goduti fino ad allora dal clero cattolico, allineando la legislazione sardo-piemontese a quella di altri stati europei.
Sono le leggi più note del quadro legislativo in materia ecclesiastica che fu impostato in Sardegna e in Piemonte fra il 1848 e il 1861 e successivamente esteso e ampliato al Regno d'Italia. Diversamente dalle leggi Siccardi le altre iniziative di legge ebbero un netto carattere neo-giurisdizionalista. Fra queste le più importanti furono la cosiddetta legge Rattazzi n. 878 del 29 maggio 1855 e le leggi eversive n. 3036 del 7 luglio 1866 e n. 3848 del 15 agosto 1867.

## Il quadro storico
In seguito all'appoggio di Vittorio Emanuele II, il governo d'Azeglio attuò un programma di riforme degli istituti giuridici del Regno di Sardegna, concretizzando le innovazioni del 1848. In questo contesto storico il guardasigilli Giuseppe Siccardi propose le Leggi Siccardi, subito approvate a gran maggioranza dalla Camera, nonostante le resistenze dei conservatori più legati alla Chiesa cattolica, resistenze dovute soprattutto all'abolizione di tre antichi privilegi di cui il clero godeva nel Regno. Tali privilegi erano il foro ecclesiastico, un tribunale separato che sottraeva alla giustizia laica gli uomini di Chiesa, il diritto di asilo, ovvero l'impunità giuridica di coloro che trovavano rifugio nelle chiese, e la manomorta, l'inalienabilità dei possedimenti ecclesiastici.
Le Leggi Siccardi, in quanto violazione unilaterale del Concordato stipulato dalla Santa Sede e dal Regno di Sardegna nel 1841, segnarono l'inizio di un lungo attrito tra il regno sabaudo e il Papato, attrito che si acuì nel 1852 con il progetto di istituire il matrimonio civile e, successivamente, con la Crisi Calabiana.

## I provvedimenti separatisti
La separazione tra Stato e Chiesa era iniziata con le leggi del 1848 che avevano assicurato anzitutto la libertà di culto ai valdesi e successivamente con la legge Sineo la non discriminazione in base al culto. Nel 1850 furono promulgate le leggi Siccardi (n. 1013 del 9 aprile 1850, n. 1037 del 5 giugno 1850), che abolirono tre grandi privilegi del clero, tipici degli stati di antico regime: il foro ecclesiastico, un tribunale che sottraeva alla giustizia dello Stato gli uomini di Chiesa oltre che per le cause civili anche per i reati comuni (compresi quelli di sangue), il diritto di asilo, ovvero l'impunità giuridica di chi si fosse macchiato di qualsiasi delitto e fosse poi andato a chiedere rifugio nelle chiese, nei conventi e nei monasteri, e la manomorta, ovvero la non assoggettabilità a tassazione delle proprietà immobiliari degli enti ecclesiastici (stante la loro inalienabilità, e quindi l'esenzione da qualsiasi imposta sui trasferimenti di proprietà).
Inoltre, tali provvedimenti normativi disposero il divieto per gli enti morali (e quindi anche per la chiesa e gli enti ecclesiastici) di acquisire la proprietà di beni immobili senza l'autorizzazione governativa. Nonostante l'opposizione di principio della Santa Sede, fu accettata da una parte del mondo cattolico (i cosiddetti cattolici liberali). I cattolici intransigenti promossero invece una strenua resistenza a queste leggi, che continuò anche a seguito della loro promulgazione e sfociò con l'arresto dell'arcivescovo di Torino, Luigi Fransoni, che venne processato e condannato ad un mese di carcere dopo aver invitato il clero a disobbedire a tali provvedimenti.

## Le leggi neo-giurisdizionaliste
Negli anni seguenti il governo, anche per l'avvicinamento di Cavour alla sinistra anticlericale, inasprì il suo atteggiamento nei confronti della Chiesa, riprendendo la politica neo-giurisdizionalista avviata con la legge del 21 luglio 1848, che aveva soppresso la Compagnia di Gesù, espellendo i gesuiti non piemontesi, e le Dame del Sacro Cuore, largamente diffuse nella Savoia.
Il 29 maggio 1855, alla conclusione della crisi Calabiana, fu approvata la legge 878, la cosiddetta legge Rattazzi, ed emanato il relativo regio decreto attuativo nº 879, il quale stabilì gli ordini religiosi da abolire (tra i quali agostiniani, benedettini, carmelitani, certosini, cistercensi, cappuccini, domenicani, francescani ecc.). La legge abolì gli ordini ritenuti privi di utilità sociale, ovvero che «non attendono alla predicazione, all'educazione, o all'assistenza degli infermi», e ne espropriò tutti i conventi (335 case), sfrattando 3733 uomini e 1756 donne. Vennero anche aboliti i Capitoli delle Collegiate di città con meno di 20 000 abitanti e tutti i benefici semplici, spesso di patronato laico o misto. Fu anche costituita la Cassa ecclesiastica, una persona giuridica distinta ed autonoma dallo Stato, alla quale furono conferiti i beni degli enti soppressi.
L'iter di approvazione della legge, proposta dal presidente del Consiglio Cavour, fu contrastato da re Vittorio Emanuele II e da un'opposizione parlamentare agitata dal senatore Luigi Nazari di Calabiana, vescovo di Casale Monferrato, che determinarono le temporanee dimissioni dello stesso Cavour.
L'abolizione dei benefici semplici (fedecommessi numerosissimi, ma ciascuno di limitata importanza economica, caratterizzati dalla natura localistica e dal patronato laico o misto), e gli analoghi provvedimenti del Regno d'Italia sono all'origine della centralizzazione del potere ecclesiastico caratteristica del cattolicesimo contemporaneo.
Nel biennio 1859-1861 questa legislazione fu estesa ai territori che vennero via via annessi.

## Le leggi di incameramento dei beni ecclesiastici
Con l'avvento del Regno d'Italia, avvenuto nel 1861, e le difficoltà di bilancio provocate dalla seconda e terza guerra di indipendenza, il Governo adottò nei confronti della Chiesa una politica restrittiva, in particolare rispetto agli enti ecclesiastici, tramite i seguenti provvedimenti legislativi:
- la Legge n. 3036 del 7 luglio 1866 con cui fu negato il riconoscimento (e di conseguenza la capacità patrimoniale) a tutti gli ordini, le corporazioni, e le congregazioni religiose regolari, ai conservatori ed i ritiri che comportassero vita in comune ed avessero carattere ecclesiastico. I beni di proprietà di tali istituti soppressi furono incamerati dal demanio statale, e contemporaneamente venne sancito l'obbligo d'iscrizione nel libro del debito pubblico di una rendita del 5% a favore del fondo per il culto (in sostituzione della precedente cassa ecclesiastica del Regno di Sardegna). Venne inoltre sancita l'incapacità per ogni ente morale ecclesiastico di possedere immobili, fatte salve le parrocchie.
- la Legge n. 3848 del 15 agosto 1867 previde la soppressione di tutti gli enti secolari ritenuti superflui dallo Stato per la vita religiosa del Paese. Da tale provvedimento restarono esclusi seminari, cattedrali, parrocchie, canonicati, fabbricerie ed ordinariati.

Con la legge del 19 giugno 1873 il presidente del Consiglio, Giovanni Lanza, estese l'esproprio dei beni ecclesiastici al territorio degli ex Stati Pontifici e, quindi, anche a Roma, la nuova capitale.
Queste leggi produssero un incremento vertiginoso della secolarizzazione: le stime dicono che il numero dei religiosi, negli anni tra il 1861 e il 1871, scese da 30632 a 9163 unità.